# Abbinden (Medizin)
Beim Abbinden wird in der Notfallmedizin die Blutversorgung in einem Arm oder Bein durch eine zirkuläre Binde mit starkem Druck auf die Arterien der Extremität unterbunden.

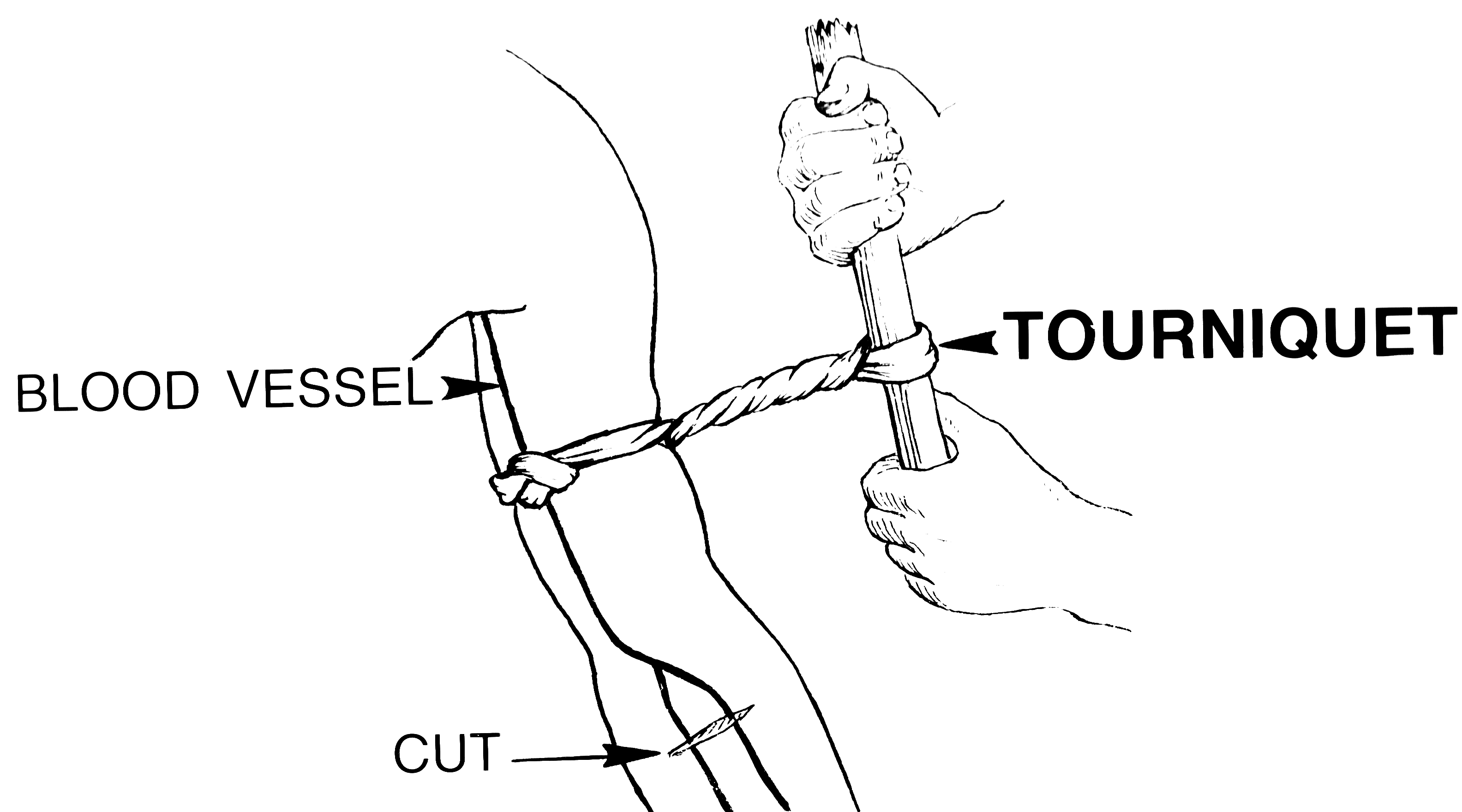
Abbinden mit der Spanischen Winde

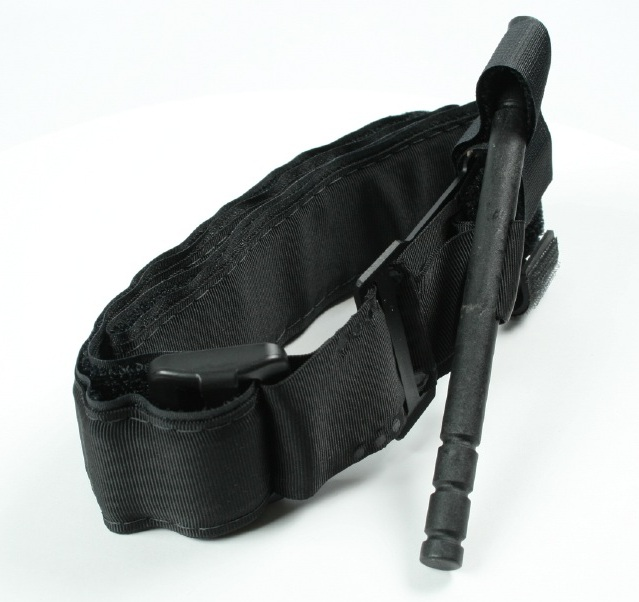
Militärisches Tourniquet

Der Sinn des Abbindens (mittels Blutdruckmanschette oder Tourniquet) besteht darin, lebensbedrohliche Blutungen und den damit einhergehenden hämorrhagischen Schock zu verhindern.  Es kommt daher nur zum Einsatz, wenn mit einem Druckverband oder durch manuelle Kompression keine ausreichende Blutstillung zu erreichen ist. Der sofortige Einsatz ist angezeigt bei lebensgefährlichen Blutungen bzw. mehrfacher Verletzung der Extremität, Nichterreichbarkeit der Blutungsquelle oder einem Massenanfall von Verletzten.
Der Druck soll gleichmäßig um die Extremität herum auf die Haut und das darunter liegende Gewebe ausgeübt werden. Eine einmal abgebundene Extremität ist aufgrund der Gefahr von Thrombenbildungen nur noch vom Arzt zu öffnen. Der Zeitpunkt der Abbindung ist festzuhalten und kann oberhalb der Abbindung auf die Extremität geschrieben werden.

## Risiko
Ein Risiko ist, dass durch zu lang andauerndes Abbinden die Extremität abstirbt und dann amputiert werden muss. Dieses Risiko ist jedoch bei dem zu erwartenden Nutzen im Rahmen einer lebensbedrohlichen Blutung zu vernachlässigen. Abbindezeiten bis zu 3 Stunden werden z. B. im Rahmen von geplanten Knieoperationen in OP-Sälen regelmäßig durchgeführt, um den Blutverlust während einer OP gering zu halten (Blutsperre). Erfahrungen aus der Gefäßchirurgie zeigen, dass Extremitäten sogar bis zu 6 Stunden ohne Blutversorgung überleben können. Erst nach 6 Stunden ohne Blutversorgung wird eine Amputation als unausweichlich angesehen.
Weitere Risiken sind Nervenschäden bei Nutzung unsachgemäßer schmaler Abbindemittel wie Draht oder Schnur.
Zu schwacher Druck beim Abbinden kann zum venösen Blutstau führen und die Blutung sogar verstärken.

## Einsatz im Militär
Im vom US-amerikanischen Militär entwickelten Tactical Combat Casualty Care (TCCC) wird das Abbinden zur schnellen Blutstillung empfohlen, insbesondere in der sogenannten Care Under Fire-Phase, in der Patient und Helfer unter feindlichem Beschuss stehen.
Auch außerhalb der Schusslinie, aber vor Erreichen von medizinischen Ressourcen (Tactical Field Care) kann die Blutung durch Abbinden gestoppt werden. Unstillbare Blutungen an Extremitäten sind die Hauptursache (ca. 60 %) von vermeidbaren Todesfällen auf dem Gefechtsfeld.
Verwundetenstatistiken der US-Streitkräfte aus Irak und Afghanistan zeigen, dass bei den vermeidbaren Todesursachen Verbluten mit über 80 % die Statistik anführt. Dabei sind 1/3 dieser tödlichen Blutungen an den Extremitäten lokalisiert und sind damit mit einem Tourniquet beherrschbar. Die übrigen 2/3 der Blutungen finden sich am Rumpf und können nur schwer unmittelbar gestillt werden.
Soldaten der deutschen Bundeswehr im ISAF-Einsatz in Afghanistan sind mit Tourniquets ausgestattet.

## Nachweise
1. ↑  S3-Leitlinie Polytrauma / Schwerverletzten-Behandlung der DGU. In: AWMF online (Stand 07/2011)
2. ↑  M. Storck, P. K. Modic: Deutsche Gesellschaft für Gefäßchirurgie S2-Leitlinie Gefäßverletzungen. AWMF online www.leitlinien.net 2008.
3. ↑  NAEMT (Hrsg.): Präklinisches Traumamanagement: Das PHTLS-Konzept. Urban & Fischer Verlag/Elsevier, 2009, ISBN 978-3-437-48620-3.
4. ↑  Joseph F. Kelly, Amber E. Ritenour, Daniel F. McLaughlin, Karen A. Bagg, Amy N. Apodaca, Craig T. Mallak, Lisa Pearse, Mary M. Lawnick, Howard R. Champion, Charles E. Wade, John B. Holcomb: Injury Severity and Causes of Death From Operation Iraqi Freedom and Operation Enduring Freedom: 2003???2004 Versus 2006. In: The Journal of Trauma. 64, 2008, S. S21–S27, doi:10.1097/TA.0b013e318160b9fb.